# Ö (слово латинице)
Ö ö (Ö ö; укосо: Ö ö), је знак који представља или слово из неколико проширених латиничних алфабета, или слово "о" модификовано умлаутом или дијарезом. У многим језицима, слово „о“ или „о“ модификовано умлаутом, користи се за означавање заобљених самогласника у предњем делу или отворене средине  или . У језицима без таквих самогласника, знак је познат као „о са дијарезом“ и означава прекид слога, при чему његов изговор остаје непромењен . Ово слово се користи у немачком, исландском, шведском, финском, карелском, вепском, јужносамском, мађарском, естонском, турском, туркменском, азерском, ујгурском, кримскотатарском, казашком и јуто-астечком језику хопи. Мали број холандских и африканских речи такође користи ово као дијарезу.

## О-умлаут
Слово о са умлаутом (о) појављује се у немачком алфабету. Представља умлаутирани облик о, што резултира  или . Слово се често пореди са о у немачком алфабету, али постоје изузеци који га пореде као ое или ОЕ. Писмо се такође појављује у неким језицима који су усвојили немачка имена или правописе, али обично није део тих алфабета. У данском и норвешком језику, ö је раније коришћено уместо ø у старијим текстовима да се направи разлика између отворених и затворених о-звукова. Такође се користи када може доћи до забуне са другим симболима, на пример на картама. Данско-норвешко ø је, као и немачко ö, развој ое и може се упоредити са француским œ. У другим језицима који немају слово као део редовног алфабета или у ограниченим скуповима знакова као што је ASCII, о-умлаут се често замењује диграфом ое. На пример, на немачком hören (чути/слушати) може се лако препознати чак и ако се пише hoeren.
Историјски О-дијаереза се писала као о са две тачке изнад слова. О-умлаут је написан као о са малим е написаним изнад курзивним старим немачким (готичким) писмом (Oͤ oͤ): овог минута е представљено је са две вертикалне траке повезане косом линијом, која се потом дегенерисала у две вертикалне траке у рукописи раног модерног доба. У већини каснијих рукописа ове цртице су заузврат скоро постале тачке. Порекло слова ö је била слична лигатура за диграф ОЕ: е је написано изнад о и дегенерисано у две мале тачке.
У неким натписима и типовима приказа, о може бити представљено као о са малим словом е унутра.
У модерној типографији није било довољно простора на писаћим машинама и каснијим компјутерским тастатурама да би се омогућило и О-са тачкама (који такође представљају о) и О-са цртицама. Пошто су изгледали скоро идентично, два глифа су комбинована, што је такође урађено у компјутерским кодовима знакова као што је ИСО 8859-1. Као резултат тога, није било начина да се разликују различити ликови.
Остала писма која садрже о-дијарезу укључују велшко писмо.
Остала писма која садрже о-умлаут укључују: туркменско писмо (за самогласник [ø]), азербејџанско писмо (за самогласник [œ]), јапско писмо (за [œ]), луксембуршко писмо (приликом писања позајмљеница из стандардног немачког), словеначко писмо (приликом писања позајмљеница из немачког, мађарског и турског језика), и динка писмо. Мађарско писмо садржи и ö и ő: двоструко акутно о је дужи пар ö.